# Cinema Rex (Antwerpen)
Cinema Rex is een voormalige bioscoop aan de De Keyserlei te Antwerpen. De cinema werd aan het einde van de Tweede Wereldoorlog compleet verwoest door een Duitse V2-raket.

## Geschiedenis
Op het einde van de 19de eeuw richtte Georges Heylen de Société pour l’Exploration du Café Universelle op. Hij opende een eerste cinemazaal op De Keyserlei 15. Door het succes van Heylens cinema was men al snel genoodzaakt uit te breiden. Er werd een nieuw bioscoopcomplex ontworpen door Léon Stynen. Het gebouw, opgetrokken in modernistische stijl, opende in 1935. In 1953 kon het als eerste Belgische bioscoop een 3D-film vertonen. 

### V2-inslag
Op 16 december 1944 (de eerste dag van het Ardennenoffensief) werd om 15.17 uur vanuit het Nederlandse Hellendoorn een V2-raket afgevuurd. De raket belandde een vijftal minuten later op het dak van de cinema, tijdens een voorstelling van The Plainsman, een Amerikaanse western over Buffalo Bill. Op dat moment waren naar schatting een duizendtal personen aanwezig in de bioscoop.
De ontploffing doodde 567 personen, onder wie 296 geallieerde militairen (voornamelijk Britten). De lichamen werden verzameld in de grote zaal van de Antwerpse Zoo, waar familieleden de slachtoffers konden identificeren. De militaire doden werden meestal begraven in het Schoonselhof. Van de 281 slachtoffers van wie de namen zijn terug te vinden, was de gemiddelde leeftijd 26 jaar. Er waren zeker 64 vrouwen en 74 minderjarige dodelijke slachtoffers. Officieel waren er 291 gewonden, maar vele lichtgewonden hebben zich nooit aangemeld. Elf gebouwen werden totaal verwoest. Men had bijna een week nodig om alle lichamen uit het puin te halen. Het gaat om de dodelijkste enkelvoudige bominslag tijdens de Tweede Wereldoorlog.
Na de aanval besloot de Antwerpse gemeenteraad dat maximaal vijftig mensen tegelijkertijd mochten samenkomen en dat alle openbare plaatsen zoals bioscopen en theaterzalen de deuren moesten sluiten. 
Door een censuurmaatregel werd niets over de oorlogsdaad gepubliceerd. Men wilde Duitse spionnen geen informatie geven over de doeltreffendheid van hun wapens. Toch was het een van de weinige V-inslagen waarover Adolf Hitler nieuws kreeg, al was het aantal doden volgens zijn generaals nog hoger en was de inslag op 17 december.

### Afbraak
Het theater werd in 1947 heropgebouwd, maar in 1993 wederom gesloten door faillissement. Twee jaar later werd het gebouw afgebroken. Op de huidige locatie is nu een bioscoop van UGC te vinden. Een stenen tegel aan de zijingang op de De Keyserlei herdenkt de slachtoffers van de V2-inslag.